# Ефес
Ефес (грч. Ἔφεσος [], тур. Efes) је антички грчки град у данашњој Турској. У њему се налазило једно од седам светских чуда, храм посвећен грчкој богињи Артемиди. Његове бројне монументалне зграде укључивале су Целсусову библиотеку и позориште које је могло да прими 24.000 гледалаца.

## Историја
Судећи по старим легендама, Ефес су основале жене ратнице, познате као Амазонке. За име града се сматра да потиче од речи „апас“, име града у „Краљевству Арзава“, што у преводу значи „Град Мајке Богиње“. Неки научници сугеришу да је ово исто место које су Грци касније назвали Ефес. Ефес је насељен још од краја бронзаног доба, али је своју локацију мењао неколико пута током своје историје у сагласности са обичајима и потребама. Највероватније је да су Каријани и Лележани били међу првим становницима града. Мисли се да су Јонске миграције почеле око 1200. п. н. е. По предању, град је основан по други пут од стране Андрокла, сина Кодра, краља Атине, на обали места где се Кајстер улива у море. Јонски градови који су настали почетком јонских миграција ујединили су се у конфедерацију под вођством Ефеса. Регион је уништен за време инвазије Цимериана почетком 7. века п. н. е. Под владавином Лидијалидијских краљева, Ефес је постао један од најбогатијих градова у медитеранском свету. Пораз лидијског краља Креза од Кира, краља Персије, отворио је пут за персијску хегемонију дуж целог приобалског региона Егеја. Почетком 5. века п. н. е. када су се јонски градови побунили против Персије, Ефес се брзо одвојио од осталих градова, и тако успео избећи уништење.
Ефес је остао под персијском владавином све до доласка Александра Великог 334. пре н. е, који је ушао у Ефес после 50 година мирног времена. Лизимах, који је био један од дванаест генерала Александра Великог и који је постао владар региона после Александрове смрти, решио је да обнови и развије град, који је назвао Арсинеја, по његовој жени Арсиное. Изградио је нову луку и одбрамбене зидове на планинама Панајир и Булбул, померајући цео град југозападно. Увидевши, међутим, да Ефешани нерадо напуштају свој стари град, блокирао је систем за наводњавање за време једне велике олује уништавајући куће и терајући становнике да се преселе. 281. п. н. е. град је поново основан под именом Ефес и постао један од најважнијих трговачких лука на Медитерану. У Ефесу је рођен и живео познати филозоф Хераклит.
129. п. н. е. Римљани су искористили услове тестамента Атала, краља Пергама, од кога су наследили краљевство и сјединили га у римску империју као азијску провинцију. Антички извори указују да је у то време град имао 200.000 становника. У првом веку п. н. е. услед великих пореза уведених од стране римске владе народ је прихватио Митридата као свог спасиоца. Подржао га је у његовом отпору против римске власти, па је 88. п. н. е. изведен масакр над становништвом латинског говора у граду, што је потом угушено од стране римске армије предвођене Сулом. Зграде, којима се дивимо и данас, су из периода за време и после владавине цара Октавијана Августа. По документованим записима, град је претрпео озбиљна оштећења за време земљотреса у 17. веку. Међутим, после тога, Ефес је постао значајни центар трговине. Историчар Аристио описује Ефес као град који је познат у народу као главни трговачки центар у Азији. Он је исто био и водећи политички и интелектуални центар који је други по реду у Егеју имао школу филозофије. Од почетка 1. века Ефес су посећивали хришћански следбеници који су се трудили да прошире хришћанску веру у јединственог Бога и који су бежали од римских прогонитеља. Осим што је уживао у привилегованом положају лежећи између истока и запада искомбинованом са изврсном климом, град је умногоме добио на важности захваљујући чињеници да је био центар култа Артемиде.
Као град који је живео напредним животом, имао висок стандард, разноликост демографског састава и разгранату политеистичку културу, за хришћане је представљао идеалну базу у региону. Из писаних извора зна се да је Свети Павле боравио у граду пуне три године, од своје 65. до 68., и да је управо овде држао проповедничке службе и призивао слушаоце да прихвате веру у Бога. Говорио је да Бог нема дом направљен од људских руку и да је он присутан свуда и увек. Ово је јако узнемирило занатлије које су сакупиле огромно богатство производњом златних и сребрних статуа Артемиде. Занатлија по имену Димитар који је производио сребре производе узбунио је народ и повео хиљаде Ефешана на позориште где су погрдно узвикивали и каменовали Светог Павла и његова два пријатеља притом певајући: „Велика је Артемида из Ефеса!". Маса је била толико револтирана да су Павле и његови пријатељи једва успели побећи. Његова писма говоре да је Павле неко време био затвореник у Ефесу.
У Ефесу је можда настало Јеванђеље по Јовану.